# Guy Motors
Guy Motors Limited – dawne brytyjskie przedsiębiorstwo motoryzacyjne, zajmujące się produkcją samochodów ciężarowych, autobusów piętrowych i trolejbusów. Istniało w latach 1914 – 1978. Charakterystyczny był znak firmy umieszczany na chłodnicy, którym była głowa Indianina.
W 1914 roku założyciel firmy Sidney Slater Guy zmontował pierwszy własny model pojazdu ciężarowego. Wcześniej był kierownikiem produkcji w firmie Sunbeam, gdzie zdobył doświadczenie na rynku motoryzacyjnym. W czasie I wojny światowej zakład przestawił się na produkcję wojskową (silniki lotnicze i amunicja).
Po wojnie firma usiłowała wejść na rynek aut luksusowych. Skonstruowano jeden z pierwszych brytyjskich silników V8. Miał pojemność 4 l. W 1922 roku wypuszczono mniejszy czterocylindrowy model. Jako że oba modele były zbyt drogie, to dwa lata później zdecydowano się na tańszą wersję ze słabszym silnikiem. W 1925 roku wygaszono produkcję własnych aut osobowych. Chcąc powrócić na ten segment rynku motoryzacyjnego w 1928 roku spółka Guy wykupiła innego producenta Star Motor Company, ale w dobie kryzysu ekonomicznego interes zakończył się fiaskiem i firmę Star zamknięto w 1932 roku.
Lata dwudzieste przyniosły sukcesy na polu produkcji autobusów oraz zaczęto rozwijać montaż trolejbusów. Najbardziej znane były modele autobusów piętrowych z serii "Arab". Od drugiej połowy lat trzydziestych firma utrzymywała się dzięki zamówieniom wojskowym. Produkcja wojskowa wyparła całkowicie cywilną. Stworzono wówczas program budowy pojazdów wojskowych (na przykład model Lizard i samochód pancerny Guy AC). Okres II wojny światowej sprzyjał ponownie konstruowaniu autobusów, na które pojawił się zwiększony popyt wskutek zmniejszenia liczby użytkowników samochodów osobowych oraz zawieszenia ich produkcji na czas wojny. Wówczas autobusy stały się głównym produktem firmy. Eksportowano je do Afryki i Azji. W 1948 roku kupiono dział budowy trolejbusów Sunbeam Commercial Vehicles Limited, a w międzyczasie także konstrukcje firmy Karrier.
Wzrost kosztów produkcji oraz kryzys powojenny spowodował, iż po wojnie firma znalazła się w złej sytuacji finansowej. Nie udało się też wejść na rynek z nowymi modelami ciężarówek. Przegrano konkurencję na rynkach afrykańskich. W 1961 roku zakłady Guy kupił Jaguar, a wraz z nim Guy w 1966 roku stał się częścią British Motor Holdings. Dwa lata później doszło do fuzji BMH i Leyland Motor Corporation, gdy powstało British Leyland Motor Corporation. Zaprzestano wtedy montażu pojazdów pod marką Guy, a niektóre konstrukcje firmy były kontynuowane pod marką Leylanda. Na przełomie lat siedemdziesiątych oraz osiemdziesiątych zakłady Guy zostały zamknięte.

## Modele

### samochody osobowe
- 20 HP (1919 – 1923)
- 16/9 HP (1922 – 1924)
- 13/36 HP (1924 – 1925)

### serie autobusów
- B
- C
- Arab
- Wolf
- Vixen
- Warrior
- Wulfrunian
- Victory

### serie ciężarówek
- Wolf
- Vixen
- Otter
- Ant
- Warrior
- Invicible
- seria J

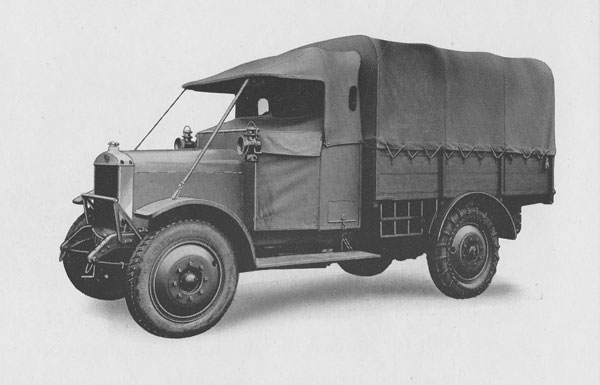
Guy model 1923
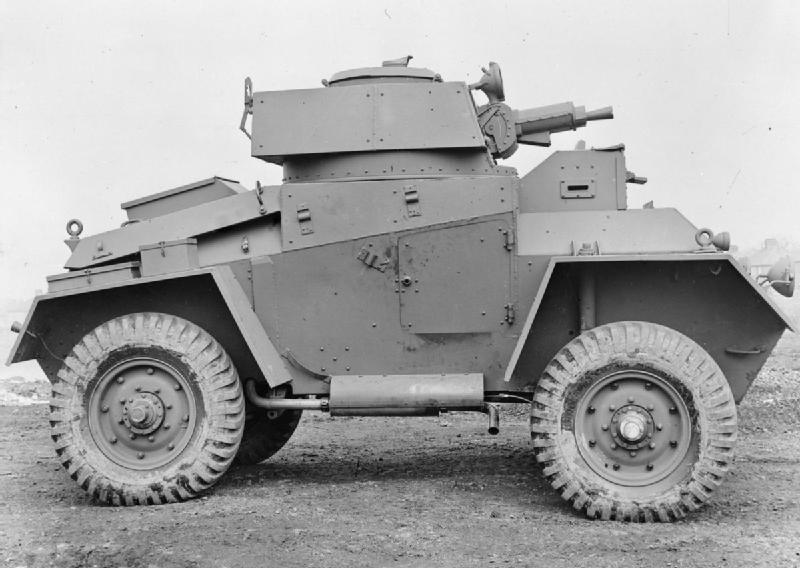
Guy Armoured Car Mk I (1938)
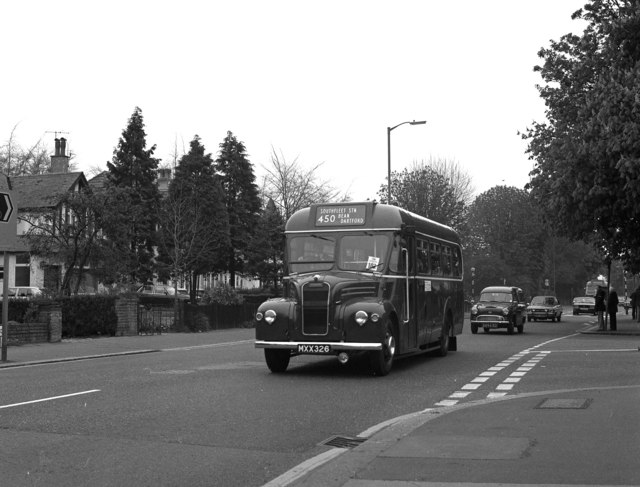
Guy Vixen Special
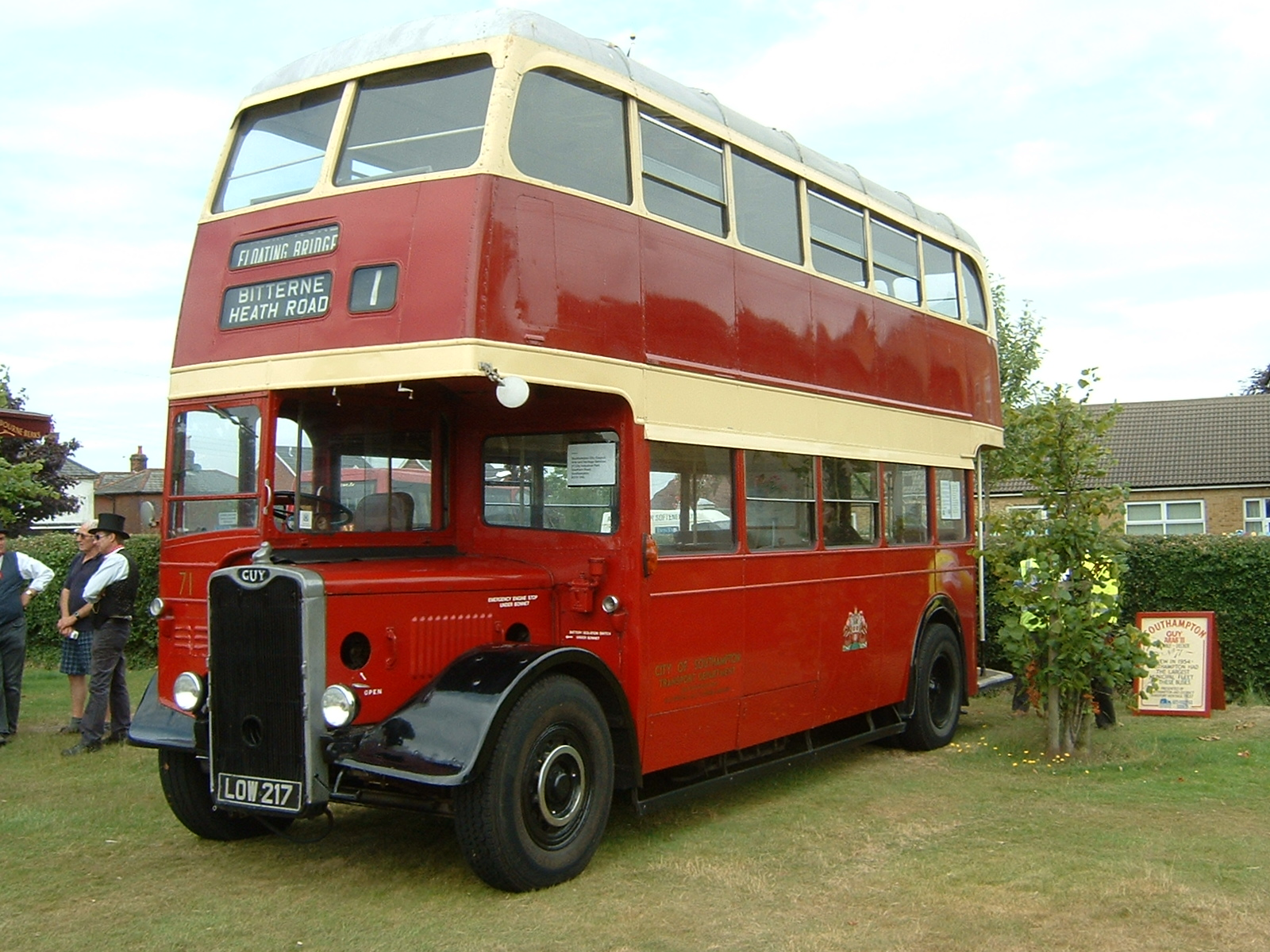
Guy Arab